# Чемпионат мира по пляжному самбо 2022
2-й лично-командный чемпионат мира по пляжному самбо прошёл в городе Бат-Ям (Израиль) 26-29 августа 2022 года. Соревнования проводились среди мужчин и женщин. В личных соревнованиях было разыграно 8 комплектов наград (по 4 у мужчин и женщин) и один комплект — в командных соревнованиях. Российские спортсмены выступали под флагом Международной федерации самбо. В соревнованиях приняли участие представители 20 стран.

## Медалисты

### Мужчины
| Весовая категория | Золото                          | Серебро                   | Бронза                                                 |
| ----------------- | ------------------------------- | ------------------------- | ------------------------------------------------------ |
| до 58 кг          | Кайырберды Айдынбай · Казахстан | Яссер Бухессун · Марокко  | Толобоек Бекетов · Россия Давид Овсепян · Армения      |
| до 71 кг          | Абумуслим Махдиев · Россия      | Ясин Омари · Марокко      | Ласло Сёке · Румыния Жумабай Парасат · Казахстан       |
| до 88 кг          | Александр Дурноян · Россия      | Бадреддин Диани · Марокко | Кристиан Бодирлау · Румыния Хусан Рахимов · Узбекистан |
| свыше 88 кг       | Даниэль Натя · Румыния          | Давид Аракелян · США      | Артур Хапцев · Россия Давид Григорян · Армения         |

  *   Принимающая страна (Израиль)
| Место          | Страна         | Золото | Серебро | Бронза | Всего |
| -------------- | -------------- | ------ | ------- | ------ | ----- |
| 1              | Россия         | 2      | 0       | 2      | 4     |
| 2              | Румыния        | 1      | 0       | 2      | 3     |
| 3              | Казахстан      | 1      | 0       | 1      | 2     |
| 4              | Марокко        | 0      | 3       | 0      | 3     |
| 5              | США            | 0      | 1       | 0      | 1     |
| 6              | Армения        | 0      | 0       | 2      | 2     |
| 7              | Узбекистан     | 0      | 0       | 1      | 1     |
| Всего стран: 7 | Всего стран: 7 | 4      | 4       | 8      | 16    |

### Женщины
| Весовая категория | Золото                       | Серебро                   | Бронза                                                   |
| ----------------- | ---------------------------- | ------------------------- | -------------------------------------------------------- |
| до 50 кг          | София Емелюкова · Россия     | Анамария Владу · Румыния  | Нехора Шабтай · Израиль                                  |
| до 59 кг          | Эльмира Кахраманова · Россия | Саша Бувалда · Нидерланды | Сабина Артемчук · Молдова Лаура Фурнье · Франция         |
| до 72 кг          | Ольга Малейка · Румыния      | Тали Самуэльсон · Израиль | Олеся Посылкина · Россия Елена Тасич · Сербия            |
| свыше 72 кг       | Екатерина Калюжная · Румыния | Мария Шекерова · Россия   | Лаурин Лаге · Франция Эстер Кляйнлугтенбелт · Нидерланды |

  *   Принимающая страна (Израиль)
| Место          | Страна         | Золото | Серебро | Бронза | Всего |
| -------------- | -------------- | ------ | ------- | ------ | ----- |
| 1              | Россия         | 2      | 1       | 1      | 4     |
| 2              | Румыния        | 2      | 1       | 0      | 3     |
| 3              | Израиль*       | 0      | 1       | 1      | 2     |
| 3              | Нидерланды     | 0      | 1       | 1      | 2     |
| 5              | Франция        | 0      | 0       | 2      | 2     |
| 6              | Молдова        | 0      | 0       | 1      | 1     |
| 6              | Сербия         | 0      | 0       | 1      | 1     |
| Всего стран: 7 | Всего стран: 7 | 4      | 4       | 7      | 15    |

### Командные соревнования
| Команды | Золото | Серебро | Бронза          |
| ------- | ------ | ------- | --------------- |
|         | Россия | Румыния | Израиль Армения |

## Общий медальный зачёт
*   Принимающая страна (Израиль)
| Место           | Страна          | Золото | Серебро | Бронза | Всего |
| --------------- | --------------- | ------ | ------- | ------ | ----- |
| 1               | Россия          | 4      | 1       | 3      | 8     |
| 2               | Румыния         | 3      | 1       | 2      | 6     |
| 3               | Казахстан       | 1      | 0       | 1      | 2     |
| 4               | Марокко         | 0      | 3       | 0      | 3     |
| 5               | Израиль*        | 0      | 1       | 1      | 2     |
| 5               | Нидерланды      | 0      | 1       | 1      | 2     |
| 7               | США             | 0      | 1       | 0      | 1     |
| 8               | Армения         | 0      | 0       | 2      | 2     |
| 8               | Франция         | 0      | 0       | 2      | 2     |
| 10              | Молдова         | 0      | 0       | 1      | 1     |
| 10              | Сербия          | 0      | 0       | 1      | 1     |
| 10              | Узбекистан      | 0      | 0       | 1      | 1     |
| Всего стран: 12 | Всего стран: 12 | 8      | 8       | 15     | 31    |